# Arteria circunfleja humeral posterior
La arteria circunfleja humeral posterior es una arteria que se origina como rama colateral de la arteria axilar.

## Trayecto
Nace de la arteria axilar a la altura del borde inferior del músculo subescapular, y discurre posterior y lateralmente con el nervio axilar atravesando el cuadrilátero humerotricipital, aplicada directamente al cuello quirúrgico del húmero. Alcanza así la cara profunda del músculo deltoides, donde termina. En su trayecto proporciona ramas a los músculos del cuadrilátero humerotricipital.

## Ramas
Presenta ramos para el músculo deltoides, la articulación del hombro y los músculos redondo menor y tríceps braquial.

## Imágenes adicionales
|                                                            |
| Escapúla con sus nervios y arterias vistos posteriormente. |